# Хаста-Баш
Хаста́-Ба́ш (також Хастаба́ш; крим. Hasta Baş) — річка в Криму довжиною 2,45 кілометра з площею басейну 5,63 км² (за іншими даними — 3,7 км завдовжки і водозбором 1,6 км², на території Ялтинського району.
Витік річки — карстове джерело Хастабаш, розміщене під кручею Ай-Петрі, на висоті понад 500 м. Хаста-Баш в перекладі з кримськотатарської «хвора голова» (хаста — «хворий», баш — «голова»), джерелу приписували цілющі властивості, про які була складена легенда.
Особливість джерела і всієї річки в тому, що середньорічний стік в кілька разів перевищує обсяг опадів, що випадають в цій місцевості за рахунок вологи, що конденсується в карстових порожнинах Ай-Петрі.. У нижній частині річка протікає по східній околиці Алупки і впадає в море з східного боку мису Комунарів.